# خیابان گریت مارلبرو

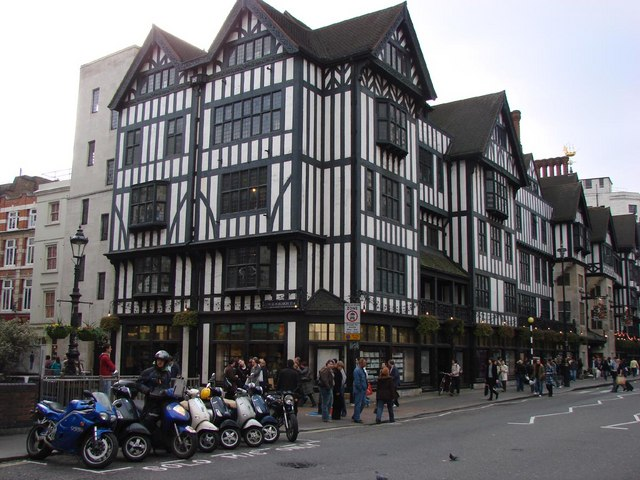
فروشگاه لیبرتی در خیابان گریت مارلبرو

خیابان گریت مارلبرو (به انگلیسی: Great Marlborough Street) یک گذرگاه در سوهو، مرکز لندن است. از شرق خیابان ریجنت از خیابان کارنابی به سمت خیابان نوئل می‌گذرد.
این خیابان که در اصل بخشی از املاک میلفیلد در جنوب جاده تایبورن (اکنون خیابان آکسفورد) بود، به نام جان چرچیل، نخستین دوک مارلبرو نامگذاری شد و حدود سال ۱۷۰۴ ساخته شد. خیابان گریت مارلبرو در سدهٔ نوزدهم مرکز مد بود، اما تا اواخر سدهٔ نوزدهم استفاده تجاری و خرده‌فروشی پیدا کرد. خیلی از ساختمان‌های اصلی خیابان از آن هنگام تخریب شده‌اند. خیابان گریت مارلبرو از اواخر سدهٔ هجدهم با حقوق ارتباط داشت. پس از آن دادگاه صلح خیابان مارلبرو، به یکی از مهم‌ترین دادگاه‌های صلح در لندن تبدیل شد. فروشگاه بزرگ لیبرتی، سر نبش خیابان گریت مارلبرو و کنار خیابان ریجنت قرار دارد و نمای رایج دورهٔ تور را دارد.

### یادکردها
1. ↑  "Great Marlborough Street to Great Marlborough Street". Google Maps. Retrieved 29 July 2016.